# Droga wojewódzka 522
Die Droga wojewódzka 522 (DW522) ist eine polnische Woiwodschaftsstraße, die in Nord-Süd-Richtung in den Woiwodschaften Pommern und Ermland-Masuren verläuft. Sie verbindet die Woiwodschaftsstraßen DW 517, DW 520, DW 521 und DW 523 mit der Landesstraße DK 16 und führt durch den Powiat Sztumski (Kreis Stuhm), Powiat Kwidzyński (Kreis Marienwerder) sowie Powiat Iławski (Kreis Deutsch Eylau). Die Gesamtlänge der DW 522 beträgt 44 Kilometer.

## Streckenverlauf
Woiwodschaft Pommern:
Powiat Sztumski (Kreis Stuhm):
- Górki (Gurken, 1938–45 Berghausen) (→ DW 517: Sztum (Stuhm) ↔ Tropy Sztumskie (Troop))
- Spitalna Wieś (Hospitaldorf)
- Cygusy (Cyguß, 1938–45 Ziegenfuß)

X PKP-Linie 9: Warschau – Danzig X
- Cierpięta (Carpangen)
- Mikołajki Pomorskie (Nikolaiken, Kr. Stuhm, 1938–45 Niklaskirchen)

Powiat Kwidzyński (Kreis Marienwerder):
- Kamienna (Steinberg)

X PKP-Linie (wie oben) X
- Prabuty (Riesenburg) (→ DW 520: Prabuty - Kamieniec (Finckenstein), und DW 521: Kwidzyn (Marienwerder) ↔ Susz (Rosenberg (Westpreußen)) - Iława (Deutsch Eylau))
- Kołodzieje (Wachsmuth)
- Trumiejki (Klein Tromnau)
- Jaromierz (Germen)
- Trumieje (Groß Tromnau) (→ DW 523: Gardeja (Garnsee) - Trumieje)

Woiwodschaft Ermland-Masuren:
Powiat Iławski (Kreis Deutsch Eylau):
- Łodygowo Małe (Klein Ludwigsdorf)

X ehemalige Bahnstrecke Kwidzyn (Marienwerder) - Kisielice (Freystadt) X
- Limża (Limbsee)
- Sobiewola (Eigenwill) (→ DK 16: Dolna Grupa (Niedergruppe) - Grudziądz (Graudenz) ↔ Ostróda (Osterode (Ostpreußen)) - Olsztyn (Allenstein) - Ogrodniki/Litauen)